# Conte di Eldon
Conte di Eldon è un titolo nobiliare inglese nella Parìa del Regno Unito.

## Storia

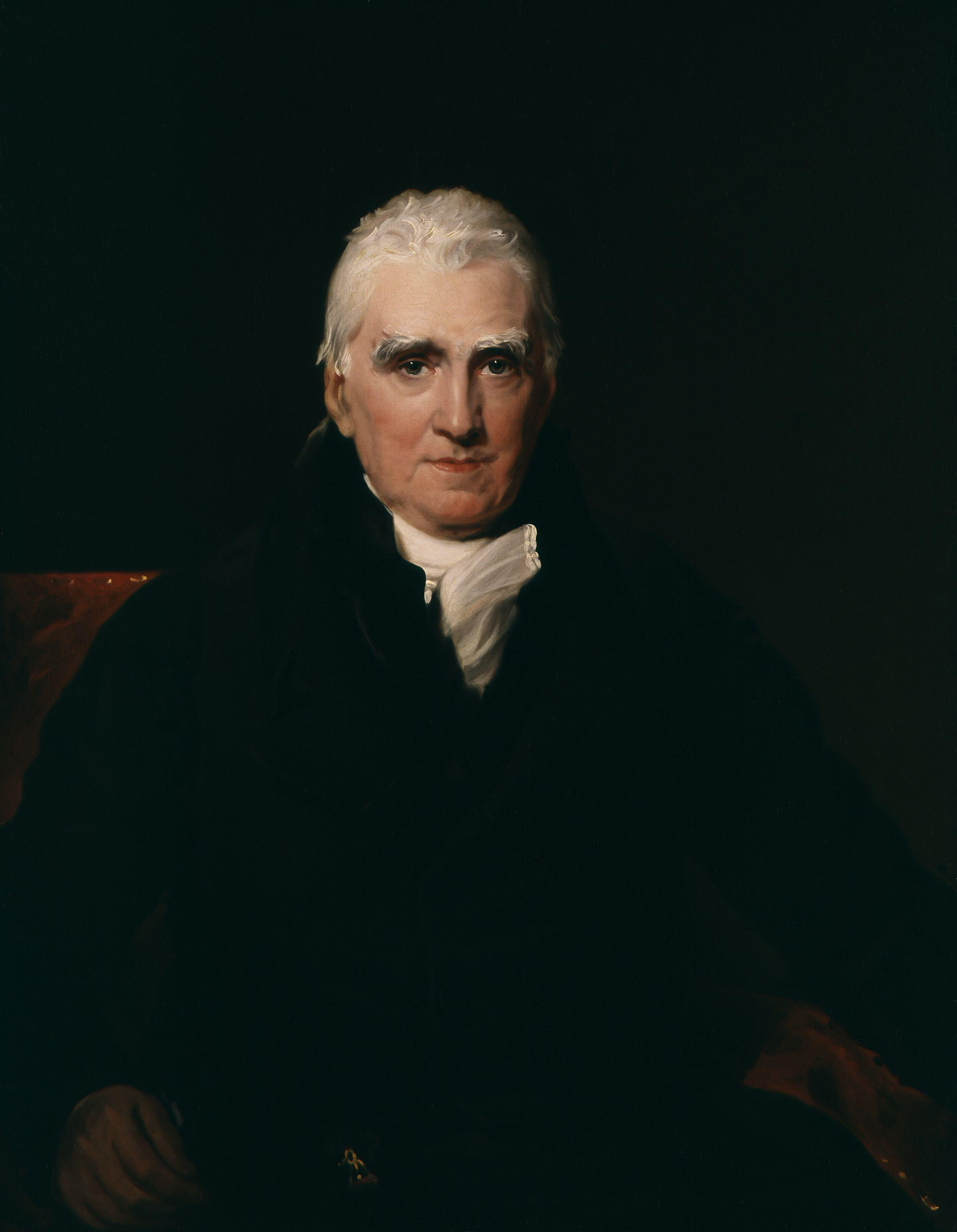
John Scott, I conte di Eldon

Il titolo venne creato nel 1821 per l'avvocato e politico John Scott, I barone Eldon, Lord Cancelliere dal 1801 al 1806 e nuovamente dal 1807 al 1827. Questi era già stato creato Barone Eldon, di Eldon nella Contea Palatina di Durham, nella Parìa di Gran Bretagna nel 1799, e venne creato Visconte Encombe, di Encombe nella Contea di Dorset, nel contempo in cui ricevette la contea. Suo nipote, il II conte, per breve tempo rappresentò la costituente di Truro alla camera dei comuni britannica. Attualmente i titoli sono detenuti da un suo discendente, il V conte, che è succeduto al padre nel 1976.

## Conti di Eldon (1821)
- John Scott, I conte di Eldon (1751–1838)
  - Hon. John Scott (1774–1805)
- John Scott, II conte di Eldon (1805–1854)
- John Scott, III conte di Eldon (1845–1926)
  - John Scott, visconte Encombe (1870–1900)
- John Scott, IV conte di Eldon (1899–1976)
- John Joseph Nicholas Scott (1937-2017)
- John Francis Thomas Marie Joseph Columba Fidelis Scott, VI conte di Eldon (n. 1962)

L'erede apparente è il figlio dell'attuale detentore del titolo, John James Scott, visconte Encombe (n. 1996)